# Bertiolo
Bertiolo est une commune italienne d'environ 2 600 habitants en 2010 située dans la province d'Udine dans la région Frioul-Vénétie Julienne dans le nord-est de l'Italie.

## Histoire
Dans les documents les plus anciens conservés, il y a plusieurs variantes du toponyme: Bratiul, Bratiol, Bretiul et aujourd'hui Bertiolo. Les premières données historiques remontent à la période de César : on pense que dans les grandes prairies à cheval sur la Stradalta, l'ancienne Via Postumia qui a relié Rome à l'Illyrien, il y avait des camps stables des légions romaines; les différents signes de romanité trouvés lors de la construction de certaines excavations pour les travaux agricoles sont attestés. Le village est lié à la proximité de la Via Postumia romaine, qui pendant les invasions hongroises ont également été appelée les strates de hungarorum en raison des fréquentes invasions qui ont eu lieu entre la fin du IXe siècle et le milieu du Xe siècle. Au cours de cette période, en raison de la dévastation, les rideaux ont développé des systèmes défensifs du pays, bien que rudimentaires. À Bertiolo, deux ont été construits, un intérieur, élevé et entouré d'un mur qui entourait l'église et le cimetière, un plus extérieur composé d'un fossé qui entourait la ville.

## Démographie
À Bertiolo, en plus de la langue italienne, la population utilise la langue frioulienne. La municipalité est donc incluse dans la zone territoriale de protection de la langue friulienne aux fins de l'application de la loi 482/99, de la loi régionale 15/96 et de la loi régionale 29/2007
| 2001  | 2005  | 2011  | 2018  | 2022  |
| ----- | ----- | ----- | ----- | ----- |
| 2 537 | 2 584 | 2 582 | 2 377 | 2 353 |

## Administration
| Période                                  | Période | Identité           | Étiquette | Qualité                 |
| ---------------------------------------- | ------- | ------------------ | --------- | ----------------------- |
| 03/10/2021                               |         | Eleonora Viscardis |           | employés administratifs |
| Les données manquantes sont à compléter. |         |                    |           |                         |

### Hameaux
Virco, Pozzecco, Sterpo

### Communes limitrophes
Codroipo, Lestizza, Rivignano, Talmassons, Varmo